# De hallucinogene toreador
De hallucinogene toreador (Engels: The Hallucinogenic Toreador) is een surrealistisch schilderij van de Spaanse kunstschilder Salvador Dalí.
Dalí begon met het grote schilderij (402 x 292 cm) in 1969 en voltooide het in 1970. Het hangt in het Salvador Dalí Museum in Saint Petersburg, Florida. Dalí noemde het schilderij heel Dalí in één schilderij.
De toreador is te herkennen aan zijn groene stropdas in het midden van het schilderij. Zijn gezicht, dat is opgebouwd uit Venus van Milo-standbeelden, kijkt naar rechts, waarbij de vliegen boven hem en links van hem respectievelijk zijn muts en zijn cape vormen. Het hoofd van Dalí's vrouw, Gala, is linksboven te zien, ver van de scène, omdat ze geen groot liefhebber was van stierenvechten. Onder een groep van gekleurde cirkels, in de linkeronderhoek staat een stier. Onder zijn kop is een zwembad met een vrouw in bikini afgebeeld. Toen Dalí om uitleg over haar werd gevraagd, zei hij dat de kijker 'iets vertrouwds nodig had om naar te kijken'. Rechtsonder staat Dalí zelf afgebeeld, als kleine jongen in een matrozenpakje, met zijn favoriete speelgoed, een hoepel, en een gefossiliseerd bot.